# Oliver Finnegan
Oliver Finnegan ist ein britisch-irischer Schauspieler.

## Leben und Karriere
Finnegan besuchte die Sylvia Young Theatre School in London. Er begann seine Karriere als Kinderdarsteller im Musiktheater. Von 2012 bis 2013 war er am West End in der Rolle des Eric in Matilda the Musical zu sehen. Anschließend übernahm er die Titelrolle des Charlie Bucket in Charlie and the Chocolate Factory the Musical.
Unter anderem trat er jeweils in einer Folge in Man in an Orange Shirt, Outlander und in Einfach unheimlich auf. Außerdem bekam er 2024 in dem Film They See You eine Hauptrolle. 2025 spielte Finnegan in der Serie Video Nasty – Horror ist Kult mit.

## Filmografie
Filme
- 2024: They See You (The Watchers)
- 2024: Bitter Weeds

Serien
- 2017: Man in an Orange Shirt
- 2018: Outlander
- 2019: Einfach unheimlich (Creeped Out)
- 2021: We Are Lady Parts
- 2025: Video Nasty – Horror ist Kult